# Commiphora africana
Espèce
Classification phylogénétique
Commiphora africana est un arbre de la famille des Burseraceae largement répandu en Afrique.

## Description
Arbuste d’environ 5 m de haut, atteignant exceptionnellement 10 m, de la famille des burseracées, largement répandue sur le continent africain, bien que son aire de distribution soit incertaine en raison d’une relative confusion taxonomique. Il est commun dans la brousse d’Acacia-Commiphora et habituellement présent dans les savanes sèches et le Sahel.
Son port sphérique est facilement reconnaissable de loin. Son tronc est court et ses branches relativement basses. La couronne sphérique est constituée de branches ascendantes qui se courbent vers le bas à leur extrémité. La plupart des branchettes se terminent en épines.
L’écorce est gris-vert, parfois brillante, pelant en lambeaux rougeâtres. L’intérieur d’une entaille dans l’écorce est rougeâtre, et exsude une gomme claire, d’odeur agréable. Cette gomme est appelée bdellium.
Les feuilles sont trifoliées, jusqu’à 4 × 2,5 cm, avec la foliole du milieu plus grande que les latérales. Les folioles sont cunéiformes à la base avec des bords dentés. Sur le dessus, les feuilles de couleur gris-vert sont cireuses avec des poils peu abondants. Sur le dessous, elles sont de couleur plus claire et plus densément pileuses.
Le système racinaire d’étend sur plusieurs mètres autour de l’arbre.
Les fleurs sont de couleur rouge, avec 4 pétales.
Les fruits sont rougeâtres, de 6 à 8 cm, parfois plus grands.

## Écologie
Les feuilles apparaissent au moment de la saison des pluies ou un peu avant. Il perd ses feuilles au début de la saison sèche. Les années exceptionnelles où les pluies sont rares et intermittentes, deux cycles de feuilles peuvent intervenir. Les fleurs apparaissent normalement à la première moitié de la saison sèche et sont suivies par les feuilles et les fruits. La floraison et la fructification sont irrégulières et n’apparaissent pas chaque année. Les graines sont dures et probablement dispersées par les animaux et les oiseaux.

## Aire de répartition
Il est largement distribué dans les régions sèches d’Afrique, du Sénégal jusqu’à l’Éthiopie à l’Afrique du Sud, et principalement dans les régions basses et sèches du Kenya où il est commun dans la savane à Acacia-Commiphora.
Pays : Afrique du Sud, Angola, Botswana, Burkina Faso, Tchad, Érythrée, Éthiopie, Kenya, Mali, Mauritanie, Mozambique, Namibie, Niger, Sénégal, Somalie, Soudan, Swaziland, Tanzanie, Ouganda, Zambie, Zimbabwe.
Altitude : 300 à 1900 m
Précipitations annuelles moyennes : 150 – 900 mm
Type de sol : très variés, mais semble mieux se développer sur l’argile rouge, l’argile sablonneuse et les sols rocailleux. Il pousse également sur les escarpements rocheux.

## Noms locaux
- Afrikaan : harige kanniedood
- Amharique : anqa
- Arabe : angka, gafal
- Anglais : african myrrh, corkwood, poison-grub commiphora
- Français: myrrhe africaine, * Hausa : daschi
- Somali : dabba'un'un, hammes-sagara
- Swahili : mponda, mkororo, mbambara, mturituri, mtwitwi
- Tigrigna : anqwa,anqua

## Utilisation
Haie, clôtures, cuillères de bois. Fourrage à chameau et chèvre, particulièrement pendant la saison sèche. Branches utilisées comme brosse à dents.

## Multiplication
Végétative, par bouturage.